# Kreisverkehrsgesellschaft Offenbach
Die kvgOF Kreisverkehrsgesellschaft Offenbach mbH (kvgOF; bis Juli 2014 Kreis-Verkehrs-Gesellschaft Offenbach mit beschränkter Haftung) ist eine Aufgabenträgerorganisation für den ÖPNV im Kreis Offenbach und zählt zu den lokalen Partnern des Rhein-Main-Verkehrsverbundes (RMV). Während der RMV den regionalen Bahn- und Busverkehr im gesamten Verbundraum organisiert, ist die kvgOF für den lokalen Öffentlichen Personennahverkehrs (ÖPNV) im Kreis Offenbach zuständig.
Im Kreis Offenbach leben rund 340.000 Einwohner. Ein Bahnanschluss in jeder der 13 Städte und Gemeinden sowie ca. 40 lokale Buslinien und Anrufsammeltaxen
bieten den Bürgern ein breites Nahverkehrsnetz.
In Abstimmung mit dem RMV plant die kvgOF das Busliniennetz und das Angebot der Bahnlinien im Kreisgebiet. Zu den weiteren Aufgaben gehören die Erstellung des kreisweiten Fahrplans und weiterer Kundeninformationen, die Finanzierung der Angebote sowie die Ausschreibungen zur Vergabe der Verkehrsleistungen. Neben der kundenorientierten Beratung und dem Fahrkartenverkauf gehört auch die Schülerbeförderung zu ihren Aufgaben.

## Geschichte
Am 29. September 1992 wurde die Kreis-Verkehrs-Gesellschaft Offenbach mbH gegründet. Im Jahre 1994 und 1995 erfolgte der Beitritt von 10 Städten (Dietzenbach, Dreieich, Heusenstamm, Langen, Mühlheim am Main, Neu-Isenburg, Obertshausen, Rödermark, Rodgau und Seligenstadt) und 3 Gemeinden (Egelsbach, Hainburg, Mainhausen) des Landkreises Offenbach als Gesellschafter der Kreis-Verkehrs-Gesellschaft Offenbach. Der Sitz der Kreis-Verkehrs-Gesellschaft Offenbach befand sich zu diesem Zeitpunkt im Kreishaus Offenbach, Berliner Straße 60.
Im Januar 1996 zog die Kreis-Verkehrs-Gesellschaft in die Ziegelstraße 8 in Offenbach um.
Am 26. September 2003 erfolgte der Umzug nach Dietzenbach, Masayaplatz 1. Die RMV-Mobilitätszentrale der kvgOF wurde am 7. November 2003 eröffnet.
Seit dem 9. Juni 2010 ist der Diplom-Geograph Andreas Maatz Geschäftsführer der Kreis-Verkehrs-Gesellschaft Offenbach mbH. Aufsichtsratsvorsitzende der Kreis-Verkehrs-Gesellschaft Offenbach ist Frau Claudia Jäger (Erste Kreisbeigeordnete des Kreises Offenbach).
Zum Jahreswechsel 2011/2012 wurde die Gesellschaft in Kreisverkehrsgesellschaft Offenbach mbH (kvgOF) umbenannt.
Zum Fahrplanwechsel wurden ab dem 11. Dezember 2016 zwei neue Buslinien nach Großostheim und nach Aschaffenburg im dreijährigen Probebetrieb eingeführt. Die neue Linie 57 fährt aus dem Landkreis Aschaffenburg vom linken Mainufer von Großostheim „Neues Rathaus“ über Stockstadt nach Mainhausen-Zellhausen „Wiesenstraße“. Die neue Linie 58 fährt von Aschaffenburg „Regionaler Omnibusbahnhof (ROB)“ neben dem Hauptbahnhof über Mainaschaff nach Mainhausen-Zellhausen, Seligenstadt und Froschhausen und endet in Rodgau-Weiskirchen Bahnhof.
Ab dem 4. August 2018 wird die Linie 57 eingestellt werden. Dafür werden zusätzliche Fahrten auf der Linie 58 angeboten.

## CleverCard kreisweit und Schülerticket Hessen
Zum August 2014 führte der Rhein-Main-Verkehrsverbund zusammen mit der Kreisverkehrsgesellschaft Offenbach mbH (kvgOF) und dem Kreis Offenbach erstmals eine CleverCard kreisweit ein. Für diese Schülerjahreskarte wurde ein Betrag gezahlt, der in etwa der Preisstufe 1 einer bisherigen Schülerjahreskarte entspricht, trotzdem galt sie im gesamten Kreisgebiet mit den angrenzenden Tarifgebieten inklusive Flughafen Frankfurt – nur nicht in Offenbach am Main. Konkret handelt es sich um die Tarifgebiete 35, 36 und 5090 – ohne Tarifgebiet 3601 (Stadt Offenbach). In den hessischen Schulferien konnte man sich mit der CleverCard kreisweit im gesamten RMV-Verbundgebiet bewegen, also auch bis Frankfurt am Main, Marburg, Gießen etc. Die Gültigkeitsdauer betrug ein Jahr und verlängerte sich nicht automatisch.
Im Sommer 2017 wurde die CleverCard kreisweit durch das Schülerticket Hessen abgelöst. Mit der persönlichen ÖPNV-Jahreskarte können Schüler und Auszubildende für einen Euro pro Tag ein ganzes Jahr lang den öffentlichen Nahverkehr in ganz Hessen nutzen. Der RMV führte dieses Ticket gemeinsam mit den beiden hessischen Verbünden Nordhessischer Verkehrsverbund (NVV) und Verkehrsverbund Rhein-Neckar (VRN) im Auftrag des Landes Hessen anstelle der bisherigen CleverCard bzw. CleverCard kreisweit mit erster Fahrtgültigkeit ab 1. August 2017 ein.

## Leitbild Mobilität
Der Kreis Offenbach hat gemeinsam mit der Kreisverkehrsgesellschaft Offenbach, der Gesellschaft für Integriertes Verkehrs- und Mobilitätsmanagement Region Frankfurt RheinMain und der Hochschule Darmstadt einen Handlungsprozess angestoßen. Ziel ist, für den Kreis Offenbach ein Leitbild Mobilität zu entwickeln und ihn damit handlungsfähig für die Herausforderungen des Öffentlichen Personennahverkehrs der Zukunft zu machen.